# Thalatta melanogramma
Thalatta melanogramma là một loài bướm đêm trong họ Noctuidae.